# مخ سوخته
مخ سوخته، روستایی از توابع بخش جویم شهرستان لارستان در استان فارس ایران است.

## جمعیت
این روستا در دهستان جویم قرار دارد و براساس سرشماری مرکز آمار ایران در سال ۱۳۸۵، جمعیت آن زیر سه خانوار بوده‌است.